# Правда (Синельниківський район)
Правда — село в Україні, у Васильківській селищній територіальній громаді Синельниківського району Дніпропетровської області. Населення становить 80 осіб.

## Історія
12 червня 2020 року, відповідно до розпорядження Кабінету Міністрів України № 709-р від «Про визначення адміністративних центрів та затвердження територій територіальних громад Дніпропетровської області», увійшло до складу Васильківської селищної громади.
19 липня 2020 року, в результаті адміністративно-територіальної реформи і ліквідації Васильківського району, село увійшло до складу новоутвореного Синельниківського району.
До 2024 року мало статус селища. Правда разом із Крутояркою того ж району стали першими селищами, які були віднесені до категорії сіл Кабінетом Міністрів України, відповідно до нового закону про вирішення окремих питань адміністративно-територіального устрою.

## Географія
Село розташоване на лівому березі річки річці Вовча, вище за течією на відстані 1,5 км розташоване село Улянівка, нижче за течією на відстані 4 км розташоване село Богданівка, на протилежному березі — селище Васильківка. Через селище проходить автомобільна дорога Р85.

## Видатні люди
У селі проживає Трощилова Наталія Миколаївна — мати шести дітей, яка Указом Президента нагороджена почесним званням Мати-героїня.

## Населення

### Мова
Розподіл населення за рідною мовою за даними перепису 2001 року:
| Мова       | Кількість | Відсоток |
| ---------- | --------- | -------- |
| українська | 74        | 92.50%   |
| російська  | 3         | 3.75%    |
| білоруська | 3         | 3.75%    |
| Усього     | 80        | 100%     |